# Reuben Gabriel
Reuben Shalu Gabriel (Kaduna, 1990. szeptember 25.) nigériai válogatott labdarúgó, a Kuopion PS játékosa.

## Pályafutása
Bekerült a 2013-as afrikai nemzetek kupáján részt vevő keretbe, amely a  tornát megnyerte. A 2014-es labdarúgó-világbajnokságra utazó keretbe is meghívót kapott.

## Sikerei, díjai
- Nigéria
  - Afrikai nemzetek kupája: 2013